# 1615

## أحداث
- تأسيس مدينة انكارناسيون وتقع حاليا في باراغواي.
- تأسيس مدينة كابو فريو وتقع حاليا في البرازيل.
- 22 يناير: نهاية حصار أوساكا والذي بدأ في 8 نوفمبر 1614.
- 4 يونيو - قوات الشوغون توكوغاوا إياسو تأخذ قلعة أوساكا فاتحا عهدا من السلام في اليابان استمر 250 عاما.
- بعد ان اشتهر محمد العياشي بين الناس بجهاده وانتصاراته ضد البرتغاليين، خشي السلطان زيدان على عرشه فعزله وبعث من يقتله، فلجأ إلى مدينة سلا، التي بدأ منها عمليتها الجهادية المكثفة ضد الإسبان في المعمورة والعرائش وغيرها.

## مواليد
- إدوارد ميجر سياسي أمريكي
- إينوسنت الثاني عشر
- خوان دي خيسوس كهنوت إسباني
- دارا شكوه
- ريتشارد باكستر
- صموئيل برنارد رسام فرنسي
- فيرجينيو أورسيني كهنوت بولندي
- فيليب فيلهلم (ناخب بالاتينات)
- ماري برادبري
- نيكولا فوكيه سياسي فرنسي

## وفيات
- هاسيكورا تسونيناغا